# Mikroregion Tábor
Mikroregion Tábor je dobrovolný svazek obcí v okresu Jičín a okresu Semily, jeho sídlem je Lomnice nad Popelkou a jeho cílem je vzájemná spolupráce a koordinace činností v oblasti rozvoje regionu. Sdružuje celkem 11 obcí a byl založen v roce 2000.

## Obce sdružené v mikroregionu
- Lomnice nad Popelkou
- Nová Ves nad Popelkou
- Bradlecká Lhota
- Syřenov
- Kyje
- Železnice
- Holenice
- Rovensko pod Troskami
- Tatobity
- Veselá
- Žernov